# Donauwalzer (trein)
De Donauwalzer was een internationale trein tussen België en Oostenrijk.
De trein werd op 23 mei 1993 opgenomen in het EuroNight net en volgde de Ostende-Wien Express op in de dienst tussen Oostende en Wenen. De Dounauwalzer kreeg de treinnummers EN 224/225. Deze reed gekoppeld met de D 214/215 (later D222/223) Amsterdam - München. 
De EN224/225 kende doorgaande rijtuigen naar Amsterdam terwijl de D 214/215 (D222/223) doorgaande rijtuigen naar Oostende en Brussel meevoerde. Dit was ook interessant voor de douane omdat zich hier een geliefde smokkelroute ontwikkelde. Midden jaren 90 werd het deel Brussel Zuid - Oostende opgeheven. 
In december 2002 werd D 222/223 in een CNL-trein omgezet en de  EN 224/225 „Donauwalzer“ werd EN 324/325 „Donauwalzer“. Gelijk met de omnummering werd ook het traject gewijzigd en tussen Linz en Frankfurt werd nu via Salzburg en München gereden.
In december 2003 werd de EN 324/325 tussen Keulen en Brussel Zuid opgeheven. Düsseldorf werd het nieuwe noordelijke eindpunt en de naam verdween van de trein. Sindsdien is er geen rechtstreekse treinverbinding meer tussen Oostenrijk en België. Tussen Wien West en Nürnberg rijdt de trein gecombineerd met EN 490/491 „Hans Albers“.
Tegenwoordig rijdt de EN 490/491 Hans Albers los, terwijl EN 428 Donau-Spree-Kurier/EN 429 Spree-Donau-Kurier gecombineerd rijdt met EN 324/325 tussen Wien West en Nürnberg.